# Morleys Stores
Morleys Stores is een onderneming, bestaande uit een groep van acht warenhuizen in Groot-Londen, een b2b- meubelleverancier genaamd Morley's of Bicester Ltd. De groep is vernoemd naar de oorspronkelijke winkel die in Brixton, Zuid-Londen werd geopend als Morley & Lanceley.
In 2013 bedroeg de groepswinst £ 5,6 miljoen op een omzet van £ 90,6 miljoen.

## Morley & Lanceley
Morley & Lanceley werd in 1880 opgericht als een stoffenhandel aan Brixton Road in Brixton. Tijdens de grote brand in Brixton op 19 augustus 1910 werd het pand bijna verwoest. De vrouwelijke medewerkers die op de derde verdieping van het pand woonden, renden hierbij in hun nachtkleding de straat op en het was een wonder dat er geen doden vielen. De kledingvoorraad met een geschatte waarde van £ 40.000 ging verloren.
In 1927 verwierf de Morleys Stores Group de onderneming en na uitgebreide herstelwerkzaamheden werd de winkel heropend onder de naam Morleys of Brixton. Anno 2022 is het vier verdiepingen tellende warenhuis nog steeds gevestigd aan Brixton Road met een volledig assortiment.
In 2017 werd een nieuw filiaal met een oppervlakte van meer dan 4.600 m² geopend onder de naam Morleys of Bexleyheath in het voormalige pand van British Home Stores in Bexleyheath.

## Morley Stores Group
De Morley Stores Group is voortgekomen uit het warenhuis Morley & Lanceley in Brixton. Later opereerde dit warenhuis onder de naam Morleys of Brixton.
In 1968 werd warenhuis Selbys in Holloway overgenomen. In 1996 werd warenhuis Elys in Wimbledon overgenomen. In 2009 kocht Morleys Roomes Fashion and Home in Upminster en in 2010 kocht het de Pearsons-winkels in Enfield en Bishop's Stortford. Smith Bros in Tooting, eveneens gekocht in 2010, werd op 1 november 2010 omgedoopt tot Morleys. De Pearsons-winkel in Bishop's Stortford, Hertfordshire sloot in 2012.
In november 2014 kocht Morleys Camp Hopson in Newbury, dat bestaat uit een warenhuis en een meubelcentrum.
In november 2016 werd bevestigd dat Morleys een negende winkel zou openen in het ontruimde voormalige pand van British Home Stores in het Broadway Shopping Centre in Bexleyheath. De nieuwe winkel opende in het voorjaar van 2017.
In 2019 had het onderneming de volgende warenhuizen:
- Bexleyheath - Morleys
- Brixton - Morleys
- Enfield - Pearsons
- Holloway - Selbys[9]
- Newbury - Camp Hopson
- Tooting - Morleys (voorheen Smith Bros van Tooting[10] )
- Upminster - Roomes
- Wimbledon - Elys

De volgende warenhuizen maakten deel uit van Morleys, maar zijn gesloten:
- Ilford - Bodgers
- Bishop's Stortford - Pearsons

Morleys is lid van de in Solihull gevestigde Associated Independent Stores inkoopgroep, de leverancier van non-food artikelen aan 350 bedrijven met ongeveer 600 kleine en middelgrote onafhankelijke verkooppunten in textiel en andere non-food artikelen.

## Morley's of Bicester
In 1929 begon de Brixton-winkel met de verkoop van projectmeubels. Het bedrijf breidde uit en verhuisde naar Bicester. Het verwierf de vergelijkbare bedrijven van Duncan Roberts Ltd in 2002 en Principal Furniture Ltd in 2005.